# Russische parlementsverkiezingen 1990
De parlementsverkiezingen binnen de Russische Socialistische Federatieve Sovjetrepubliek (RSFSR) van 1990 vonden op 4 maart van dat jaar plaats. Aan de verkiezingen mocht maar één politieke partij meedoen, de Communistische Partij van de Sovjet-Unie (CPSU), die een machtsmonopolie bezat. Daarnaast mochten er onafhankelijke kandidaten meedoen aan de verkiezingen. Uiteindelijk wonnen de communisten 920 zetels en de partijloze kandidaten 148 zetels. In juni 1990 koos het 1.068 zetels tellende parlement, het Congres van Volksafgevaardigden, een dagelijkse wetgevende vergadering, de Opperste Sovjet (252 leden), die tussen de bijeenkomsten van het Congres in de functie vervulde van wetgevende vergadering.

## Uitslag
| Uitslag van de parlementsverkiezingen    | Uitslag van de parlementsverkiezingen | Uitslag van de parlementsverkiezingen | Uitslag van de parlementsverkiezingen |
| Partij                                   | Stemmen                               | %                                     | Zetels                                |
| ---------------------------------------- | ------------------------------------- | ------------------------------------- | ------------------------------------- |
| Communistische Partij van de Sovjet-Unie |                                       |                                       | 186 / 1.068                           |
| Onafhankelijk                            |                                       |                                       | 148 / 1.068                           |
| Totaal (opkomst: 77,00%)                 |                                       |                                       | 1.068                                 |
| Bron: Uitslag                            |                                       |                                       |                                       |

## Nasleep

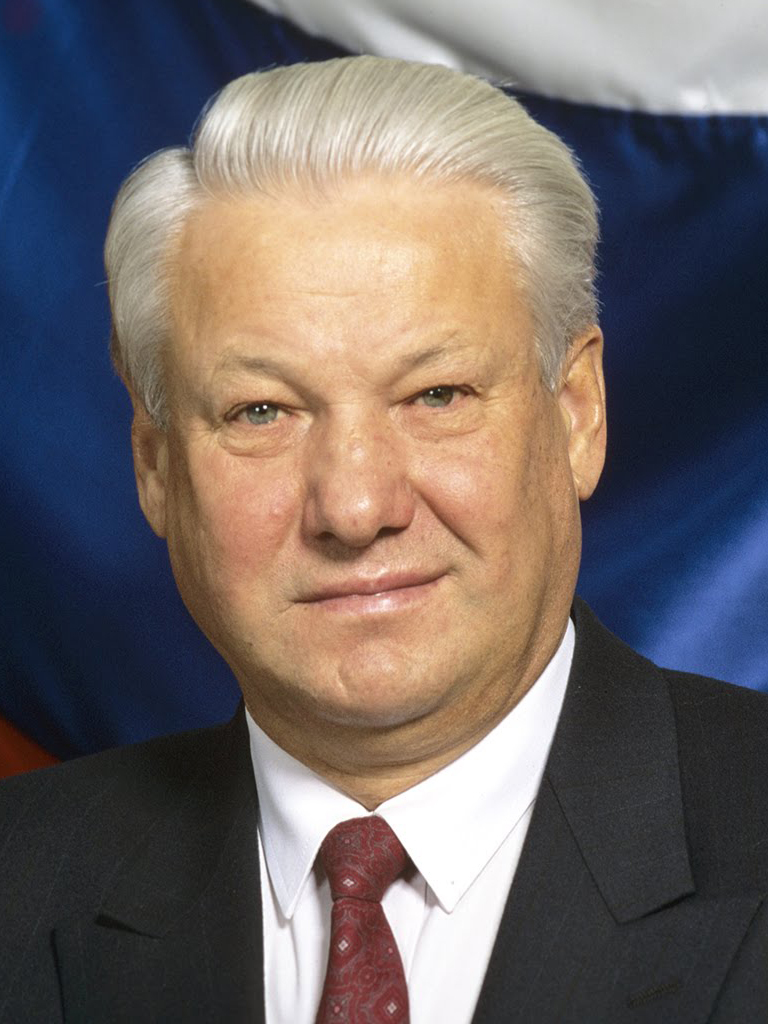
Boris Jeltsin (1931-2007)

Bij de verkiezingen maakte de eerder in ongenade gevallen leider van de Russische communisten, Boris Jeltsin, een comeback. Met behulp van de hervormingsgezinde groep Democratisch Rusland, werd Jeltsin tijdens de eerste bijeenkomst van het Opperste Sovjet (juni 1990) met meerderheid van stemmen gekozen tot voorzitter. Hiermee werd Jeltsin de machtigste man van de RSFSR en de op een na machtigste man van de Sovjet-Unie, Michail Gorbatsjov. Als de facto staatshoofd van de Russische Federatie benoemde Jeltsin een coalitieregering, schafte het machtsmonopolie van de CPSU af en kondigde de economische en politieke soevereiniteit van de Sovjetdeelrepubliek af (binnen de USSR).